# Patrizia Fratini
Patrizia Fratini (Prato, 27 luglio 1961) è un'ex ginnasta italiana.

## Biografia
Nata nel 1961 a Prato, a soli 14 anni ha partecipato ai Giochi olimpici di Montréal 1976, in tutte e 6 le gare. Nel concorso a squadre è arrivata 12ª, nel concorso individuale 66ª, nel corpo libero 34ª, nel volteggio 66ª, nella trave 70ª e nelle parallele 75ª. Nell'occasione è stata la più giovane atleta della spedizione azzurra alle Olimpiadi canadesi.